# هانس ون ایگن
هانس ون ایگن (هلندی: Hans Van Eyghen)؛ یک فیلسوف دینی و متخصص در معرفت‌شناسی دینی و فلسفه علوم اعصاب شناختی فارغ‌التحصیل از دانشگاه آزاد آمستردام و استاد در دانشگاه تیلبورگ اهل بلژیک است.

## عقاید
او در مقاله آیا انتخاب طبیعی برای باورهای مذهبی واقعی انتخاب شده‌است؟ به علم شناختی دین ( Cognitive Science of Religion با مخفف CSR) و در مورد چهار اصطلاح در این رابطه نظر خود را بیان می‌کند:
1. «توانایی‌های تشکیل دهنده باور» (Belief-forming faculties با مخفف BFF) برخی از استعدادها و توانایی‌های ذهنی یا فیزیکی که منجر به حفظ باورها می‌شود، توصیف می‌کند. در علوم شناختی، چنین توانایی‌هایی اغلب «مکانیسم‌های شناختی» نامیده می‌شوند.
2. «موفقیت عمل‌گرایانه» (Pragmatic success) از نظر معنای دقیق با حوزه‌ای که در آن به کار می‌رود متفاوت است، اما در زمینه انتخاب طبیعی و باورهای مذهبی واقعی از نظر فرگشتی به عنوان ویژگی‌ای که یک قوه یا باور ممکن است داشته باشد که سازگاری ارگانیسمی را که دارای آن است را افزایش می‌دهد، درک خواهد شد.
3. «ردیابی حقیقت» (truthtracking) به جای واژه «قابل اعتماد» برای توصیف قوه‌ای استفاده می‌شود که حداقل در بیشتر مواقع باورهایی را تولید می‌کند که از نظر عینی درست هستند.
4. «حقیقت عینی» (Truth) به معنای آن چیزی است که در واقع در مورد جهان صادق است، مستقل از اینکه آیا انسان‌ها آن را درست می‌دانند یا خیر.[۵]